# 83. nordlige breddekreds
Den 83. nordlige breddekreds (eller 83 grader nordlig bredde) er en breddekreds, der ligger 83 grader nord for ækvator. Den løber gennem Ishavet og Nordamerika (Canada og Grønland).